# Derby (Australia Occidentale)
Derby è una città situata nella regione di Kimberley, in Australia Occidentale; essa si trova a circa 2.400 chilometri a nord-est di Perth ed è la sede della Contea di Derby-West Kimberley. Nell'ultimo censimento, avvenuto nel 2021, la città contava 3.009 abitanti.

## Clima
| Derby Post Office (1888-1997)   | Mesi  | Mesi  | Mesi  | Mesi | Mesi | Mesi | Mesi | Mesi | Mesi | Mesi | Mesi | Mesi | Anno  |
| Derby Post Office (1888-1997)   | Gen   | Feb   | Mar   | Apr  | Mag  | Giu  | Lug  | Ago  | Set  | Ott  | Nov  | Dic  | Anno  |
| ------------------------------- | ----- | ----- | ----- | ---- | ---- | ---- | ---- | ---- | ---- | ---- | ---- | ---- | ----- |
| T. max. media (°C)              | 35,0  | 34,7  | 35,3  | 35,2 | 32,4 | 30,1 | 29,6 | 31,7 | 34,2 | 35,7 | 36,5 | 36,2 | 33,9  |
| T. min. media (°C)              | 25,9  | 25,6  | 25,2  | 22,7 | 19,2 | 16,2 | 14,7 | 16,2 | 19,4 | 23,0 | 25,5 | 26,4 | 21,7  |
| Giorni di calura (Tmax ≥ 30 °C) | 28,8  | 27,1  | 29,9  | 28,3 | 28,1 | 21,0 | 19,0 | 26,0 | 29,3 | 30,1 | 29,2 | 29,5 | 326,3 |
| Precipitazioni (mm)             | 181,7 | 157,3 | 108,9 | 31,0 | 22,1 | 10,4 | 5,9  | 1,3  | 0,3  | 2,5  | 16,2 | 83,1 | 620,7 |
| Giorni di pioggia               | 7,5   | 6,6   | 5,0   | 1,6  | 0,8  | 0,6  | 0,4  | 0,1  | 0,1  | 0,3  | 1,0  | 3,9  | 27,9  |

| Derby Airport (ICAO: YDBY) (1951-2023) | Mesi  | Mesi  | Mesi  | Mesi | Mesi | Mesi | Mesi | Mesi | Mesi | Mesi | Mesi | Mesi | Anno  |
| Derby Airport (ICAO: YDBY) (1951-2023) | Gen   | Feb   | Mar   | Apr  | Mag  | Giu  | Lug  | Ago  | Set  | Ott  | Nov  | Dic  | Anno  |
| -------------------------------------- | ----- | ----- | ----- | ---- | ---- | ---- | ---- | ---- | ---- | ---- | ---- | ---- | ----- |
| T. max. media (°C)                     | 35,2  | 34,6  | 35,4  | 35,8 | 33,0 | 30,8 | 30,9 | 32,8 | 35,6 | 37,3 | 38,2 | 37,3 | 34,7  |
| T. min. media (°C)                     | 25,7  | 25,5  | 25,1  | 22,8 | 18,8 | 15,8 | 14,6 | 15,8 | 19,3 | 23,2 | 25,5 | 26,3 | 21,5  |
| Giorni di calura (Tmax ≥ 30 °C)        | 28,4  | 26,3  | 29,5  | 28,4 | 27,3 | 19,2 | 21,3 | 28,1 | 29,3 | 30,3 | 29,2 | 30,0 | 327,3 |
| Precipitazioni (mm)                    | 221,2 | 196,5 | 130,5 | 23,6 | 19,4 | 7,8  | 7,3  | 1,1  | 1,3  | 3,5  | 15,5 | 82,3 | 710,0 |
| Giorni di pioggia                      | 10,4  | 9,5   | 7,2   | 1,7  | 1,3  | 0,6  | 0,3  | 0,1  | 0,1  | 0,6  | 1,3  | 5,2  | 38,3  |

## Demografia
|      | Abitanti | Aborigeni (%) | Età mediana | 0-14 anni | 65+ anni | Reddito settimanale mediano per abitazione |
| ---- | -------- | ------------- | ----------- | --------- | -------- | ------------------------------------------ |
| 2001 | 3.662    | 40.4          | n/a         | 26.3      | 7.6      | n/a                                        |
| 2006 | 3.093    | 45.0          | 31          | 26.9      | 6.8      | $ 1043                                     |
| 2011 | 3.261    | 37.2          | 31          | 26.5      | 6.6      | $ 1531                                     |
| 2016 | 3.325    | 47.2          | 34          | 23.7      | 8.4      | $ 1593                                     |
| 2021 | 3.009    | 38.2-63.4     | 35          | 21.4      | 12.4     | $ 1712                                     |

## Economia
Il Centro di detenzione di Curtin forniva un lavoro a molti abitanti di Derby. Dopo essere stato aperto nel 1999, chiuso nel 2002 e riaperto nel 2010, fu chiuso nuovamente nel 2014, provocando la perdita del lavoro per circa 400 abitanti locali. L'impatto sull'economia della città fu fortissimo e provocò difficoltà per numerose famiglie.
Il tasso di disoccupazione è del 5,0%, comparabile sia a quello nazionale che dell'Australia Occidentale, entrambi del 5,1%.